# Nhà máy sản xuất máy bay Komsomolsk-na-Amure mang tên Yu. A. Gagarin

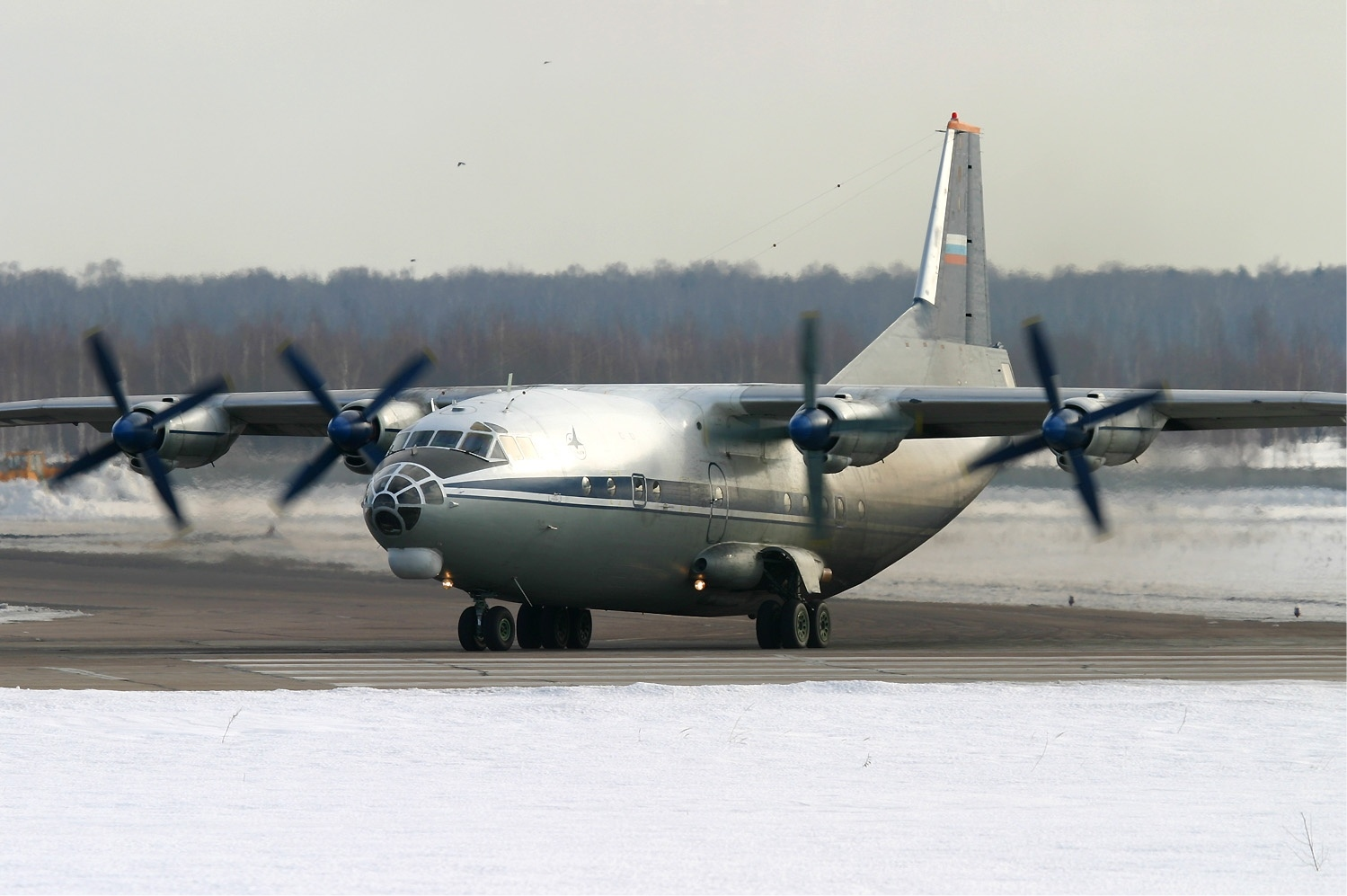
KnAAPO Antonov An-12, Moscow, 2005

Nhà máy sản xuất máy bay Komsomolsk trên sông Amur mang tên Yu. A. Gagarin (tiếng Nga: Комсомольский-на-Амуре авиационный завод имени Ю. А. Гагарина), viết tắt KnAAZ (từ cụm từ tiếng Nga viết tắt - КнААЗ), trước đây là Liên hiệp sản xuất máy bay Komsomolsk trên sông Amur mang tên Yu. A. Gagarin, viết tắt KnAAPO (tiếng Nga: Комсомольское-на-Амуре авиационное производственное объединение им. Ю. А. Гагарина, viết tắt: КнААПО) có trụ sở tại Komsomolsk trên sông Amur vùng viễn Đông Nga, là công ty sản xuất máy bay lớn nhất nước Nga.

## Tổng thể
Công ty hiện tại sản xuất các máy bay chiến đấu Su-27SM/SKM, máy bay chiến đấu đa nhiệm Su-30MK2, Su-33 và Su-27KUB, Be-103. Dây chuyền lắp ráp tất cả các phiên bản mới của Sukhoi Superjet 100 được đặt tại các nhà máy của công ty. Cùng với Công ty sản xuất máy bay Novosibirsk (tập trung vào sản xuất các thành phần), công ty này được cho là sản xuất hơn 70 máy bay phản lực siêu thanh vào năm 2012. KnAAPO cũng sẽ sản xuất máy bay Sukhoi PAK FA trong tương lai
Cổ đông của công ty CP KnAAPO:
- Tập đoàn sản xuất máy bay thống nhất (25,5% cổ phiếu)
- Công ty CP Sukhoi (74,5% cổ phiếu)
- Công ty CP KnAAPO sở hữu 5,41% cổ phiếu của Cục thiết kế thử nghiệm Sukhoi.